# William Aldridge
William Aldridge, född 15 april 1950 i London, England, död 21 december 2013 i Fayence, Frankrike, var en brittisk manusförfattare, översättare och regissör. Han kom efter fullgjord utbildning på Ryska Filmskolan i Moskva till Sverige i början av 1980-talet och skrev manus för Nordisk Tonefilm. Efter en period hos Nordisk Film i Köpenhamn var han verksam och bosatt i Frankrike. Williams specialitet kom att bli internationella produktioner som Slagskämpen med Dennis Hopper, Mio Min Mio med Christian Bale och Christopher Lee och Hamilton med internationell rollsättning.
William Aldridge var son till författaren James Aldridge. Tack vare sin språkbegåvning kunde William Aldridge variera arbetet som manusförfattare med översättningsuppdrag. Flera svenska filmer med internationella ambitioner har blivit översatta till engelska av Aldridge.

## Filmografi
- 1982 – Jönssonligan & Dynamit-Harry
- 1984 – Slagskämpen
- 1987 – Mio min Mio
- 1993 – The Russian Singer
- 1998 – Hamilton
- 2001 – Hamilton (TV-serie)
- 2004 – Pelikanmannen